# كايل ويتنغهام
كايل ويتنغهام (بالإنجليزية: Kyle Whittingham) هو لاعب كرة قدم أمريكية أمريكي، ولد في 21 نوفمبر 1959 في سان لويس أوبيسبو في الولايات المتحدة.

## وصلات خارجية
- كايل ويتنغهام على موقع مرجع كرة القدم المحترفة.كوم (الإنجليزية)